# Сент Катрин (Квебек)
Сент Катрин (фр. Sainte-Catherine) је град у Канади у покрајини Квебек. Према резултатима пописа 2011. у граду је живело 16.762 становника.

## Становништво
Према резултатима пописа становништва из 2011. у граду је живело 16.762 становника, што је за 3,4% више у односу на попис из 2006. када је регистровано 16.211 житеља.
| 2006.  | 2011.  |
| ------ | ------ |
| 16.211 | 16.762 |